# Sokilți, Haisîn
Sokilți (în ucraineană Сокільці) este un sat în comuna Kuzmînți din raionul Haisîn, regiunea Vinnița, Ucraina.

## Demografie
Componența lingvistică a localității Sokilți
     Ucraineană (98,63%)
     Rusă (1,37%)
Conform recensământului din 2001, majoritatea populației localității Sokilți era vorbitoare de ucraineană (98,63%), existând în minoritate și vorbitori de rusă (1,37%).